# EUTRAN

Architecture d'un réseau eUTRAN et connexions avec le cœur de réseau LTE (EPC).

Le terme EUTRAN désigne la partie radio d’un réseau de téléphonie mobile LTE ou LTE Advanced ; c’est l’abréviation de « Evolved Universal Terrestrial Radio Access Network » (réseau universel évolué d'accès radio terrestre), le terme EUTRA est aussi parfois utilisé. Ce réseau 4G est normalisé par l’organisme 3GPP. 
Le réseau EUTRAN est un réseau cellulaire qui assure la connexion via des ondes radio UHF entre les terminaux mobiles et le cœur de réseau de l'opérateur mobile.
Un EUTRAN est constitué d’antennes radio, de stations de base « eNode B », ainsi que des liaisons en fibre optique, cuivre ou portées par un faisceau hertzien (réseau de backhaul) raccordant ces équipements entre eux et avec le cœur de réseau.

## Description technique
L'eUTRAN est la partie « accès radio » (RAN) d'un réseau de téléphonie mobile 4G LTE ou LTE Advanced. Il peut transporter de nombreux types de trafics (voix et données) en mode paquet en utilisant exclusivement les protocoles IP.
L'eUTRAN permet la connexion entre le user equipment (l’équipement de l'utilisateur : téléphone mobile ou smartphone) et le cœur de réseau (EPC : « Evolved Packet Core ») de l’opérateur mobile. 
Dans les réseaux LTE et LTE Advanced, les techniques de codage radio utilisées entre les terminaux mobiles (UE) et les antennes du réseau sont l’OFDMA (liaison descendante - downlink) et le SC-FDMA (liaison montante - uplink).
Un EUTRAN peut utiliser de nombreuses bandes de fréquence radio (par exemple les bandes de 800 MHz, 1 800  et   2 600 MHz en Europe) qui sont généralement attribuées ou vendues aux opérateurs mobiles par une entité gouvernementale (l’ARCEP en France, l’ANRT au Maroc, la FCC aux États-Unis, ANF en Algérie). Selon les réseaux et les pays, ces bandes de fréquences peuvent être uniques (elles utilisent alors la variante TDD des normes LTE/EUTRAN) ou duplex et appariées (variante FDD) ; dans ce 2e cas une des 2 bandes est utilisée pour un sens de transmission (liaison descendante), l’autre pour le sens inverse (liaison montante).
Les stations de base (eNode B) sont le principal constituant d’un EUTRAN ; elles sont réparties sur l’ensemble du réseau (plusieurs dizaines de milliers de  stations de base sont nécessaires pour couvrir complètement un pays de la taille de la France).
Il y a deux types principaux d’interfaces normalisées entre les entités fonctionnelles d’un réseau eUTRAN : 
Les interfaces S1 (S1-MME et  S1-U) utilisées pour les connexions au cœur de réseau (EPC) et les interfaces X2 qui relient chaque eNode B aux eNode B voisins et qui sont utilisés notamment pour gérer le handover d’un mobile d’une cellule radio vers une autre.
L’interface S1-MME supporte le trafic de signalisation et de contrôle vers le MME (Mobility Management Entity) situé dans le cœur du réseau Evolved Packet Core (EPC).
L’interface S1-U supporte les flux des données utilisateurs (voix et données) allant ou venant des SGW (Serving GateWay) situés dans le cœur du réseau.
La connexion physique des eNode B 4G au cœur du réseau LTE (nommé « EPC ») est réalisée par un réseau de backhaul généralement constitué de liaisons en fibres optiques supportant les protocoles IP (IPv4 et IPv6).

## Codages radio et principes du partage de la ressource radio

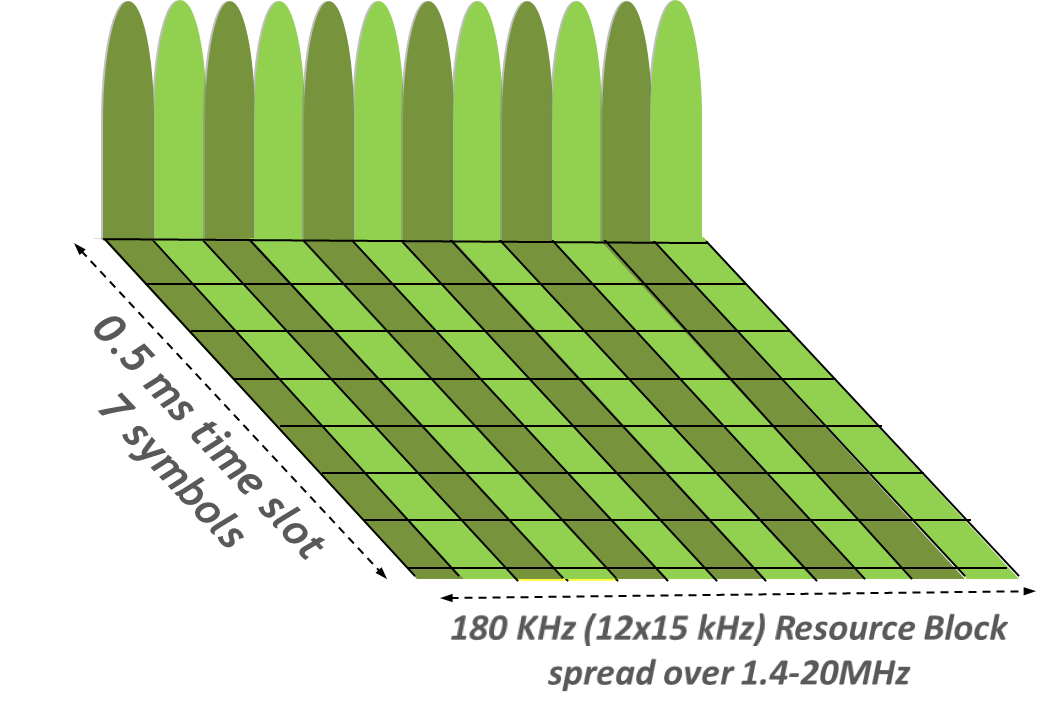
Représentation temporelle et fréquentielle d'un Resource Block LTE, utilisant 12 sous-porteuses et d'une durée de 0,5 ms.

Les stations de base LTE permettent l’accès simultané de plusieurs centaines d’abonnés actifs à chaque cellule du réseau mobile. Pour partager la ressource radio entre les utilisateurs, la station de base utilise à la fois les multiplexages en fréquence (AMRF) et temporel (AMRT), en émission et en réception. 
L’unité de base attribuée à un abonné est le « Resource Block » (voir dessin). Chaque Resource Block (bloc de ressources radio) est constitué de 12 sous-porteuses de 15 kHz de largeur et de 7 symboles temporels ayant une durée totale de 0,5 ms. Un nombre variable de Resource blocks peut être attribué chaque seconde à un même terminal mobile (user equipment) en fonction du débit qu’il requiert et des ressources radio disponibles. 
Les douze sous porteuses regroupées dans un « resource block » ont des fréquences consécutives ; elles sont orthogonales entre elles, ce qui évite les « bandes de garde » entre sous-porteuses.
Sur la liaison descendante (vers le terminal mobile), les « resource blocks » attribués dynamiquement à un équipement mobile peuvent avoir des fréquences différentes non adjacentes, réparties dans une bande de 20 MHz (maximum), ce qui a pour avantage de diminuer le risque d’avoir une majorité de sous-porteuses subissant des interférences car elles sont réparties dans un spectre radio plus large.
Par contre pour les liaisons montantes (sens terminal vers eNode B), les « resource blocks » utilisés par un terminal LTE en émission doivent avoir des fréquences adjacentes (consécutives). Cette contrainte vient du codage SC-FDMA utilisé sur les liaisons radio montantes dont la caractéristique « SC » (Single Carrier) impose d'utiliser, pour un terminal donné, un groupe de sous-porteuses adjacentes. 
L’allocation de la ressource radio (attribution de Resource blocks à un terminal mobile) est redéfinie chaque ms, (à la fin de chaque TTI : « Transmission Time Interval »), ce qui correspond à la durée de deux « resource blocks ».  
Il y a dans le cas optimal d’une bande de fréquence LTE de 20 MHz, 1200 sous-porteuses de 15 kHz (soit 100 resource blocks) disponibles et 2 000 « intervalles de temps » (time slots) de 0,5 ms par seconde, donc environ 200 000 resource blocks disponibles chaque seconde pour chaque antenne, à partager entre les terminaux mobiles actifs présents dans la cellule radio LTE.
Cette allocation en temps réel des resource blocks, permet à la fois de s’adapter aux débits variables des applications comme l’accès à internet et de ne pas gaspiller la bande passante radio en réattribuant quasi instantanément à un autre abonné les ressources non utilisées.
Les « resource blocks » sont utilisés dans les deux variantes des normes LTE et LTE Advanced : le  mode FDD (full duplex) et le mode TDD (half duplex), dans ce deuxième cas, chaque groupe de douze sous-porteuses est réaffecté toutes les 1 à 10 ms (deux à vingt resource blocks) alternativement à la transmission en émission puis en réception.
Une fois que des « resource blocks » sont attribués à un abonné, les sous-porteuses qui les composent sont modulées en utilisant un type de modulation : QPSK, 16QAM, 64QAM ou 256QAM adapté à la qualité du canal de transmission radio, notamment à son rapport signal sur bruit.
En réception, les « resource blocks »  correspondant à tel ou tel abonné sont isolés (démultiplexés), puis ils sont démodulés en utilisant le type de modulation choisi par l’émetteur.

## Tableau des fréquences LTE
Tableau des fréquences LTE standardisées par le 3GPP et utilisables dans le monde début 2017, :
| eUTRAN N° bande | fréquence (MHz) | Nom                                                      | uplink (MHz)    | downlink (MHz) | écart duplex (MHz) | mode duplex |
| --------------- | --------------- | -------------------------------------------------------- | --------------- | -------------- | ------------------ | ----------- |
| 1               | 2100            | IMT                                                      | 1920...1980     | 2110...2170    | 190                | FDD         |
| 2               | 1900            | PCS (Personal Communications Service)                    | 1850...1910     | 1930...1990    | 80                 | FDD         |
| 3               | 1800            | DCS                                                      | 1710...1785     | 1805...1880    | 95                 | FDD         |
| 4               | 1700            | AWS (en) (AWS-1)                                         | 1710...1755     | 2110...2155    | 400                | FDD         |
| 5               | 850             | CLR                                                      | 824...849       | 869...894      | 45                 | FDD         |
| 6               | 850             | UMTS 800 – pas utilisée en LTE                           | 830...840       | 875...885      | 45                 | FDD         |
| 7               | 2600            | IMT-E                                                    | 2500...2570     | 2620...2690    | 120                | FDD         |
| 8               | 900             | E-GSM                                                    | 880...915       | 925...960      | 45                 | FDD         |
| 9               | 1800            | UMTS 1700 / Japon DCS                                    | 1750...1785     | 1845...1880    | 95                 | FDD         |
| 10              | 1700            | AWS-Band                                                 | 1710...1770     | 2110...2170    | 400                | FDD         |
| 11              | 1500            | PDC                                                      | 1428...1448     | 1476...1496    | 48                 | FDD         |
| 12              | 700             | SMH Blocs A/B/C                                          | 699...716       | 729...746      | 30                 | FDD         |
| 13              | 700             | SMH Bloc C                                               | 777...787       | 746...756      | 31                 | FDD         |
| 14              | 700             | SMH Bloc D                                               | 788...798       | 758...768      | 30                 | FDD         |
| 15              | 1900            | reservées                                                | 1900...1920     | 2600...2620    | 700                | FDD         |
| 16              | 2000            | reservées                                                | 2010...2025     | 2585...2600    | 575                | FDD         |
| 17              | 700             | SMH Blocs B/C incluse dans la bande 12                   | 704...716       | 734...746      | 30                 | FDD         |
| 18              | 850             | Japon, bande 800                                         | 815...830       | 860...875      | 45                 | FDD         |
| 19              | 850             | Japon, bande 800                                         | 830...845       | 875...890      | 45                 | FDD         |
| 20              | 800             | Dividende numérique                                      | 832...862       | 791...821      | 41                 | FDD         |
| 21              | 1500            | PDC-Band                                                 | 1448...1463     | 1496...1511    | 48                 | FDD         |
| 22              | 3500            | -                                                        | 3410...3490     | 3510...3590    | 100                | FDD         |
| 23              | 2000            | S-Band (AWS-4)                                           | 2000...2020     | 2180...2200    | 180                | FDD         |
| 24              | 1600            | L-Band (US)                                              | 1626,5...1660,5 | 1525...1559    | 101,5              | FDD         |
| 25              | 1900            | PCS-band                                                 | 1850...1915     | 1930...1995    | 80                 | FDD         |
| 26              | 850             | CLR-Band                                                 | 814...849       | 859...894      | 45                 | FDD         |
| 27              | 850             | SMR                                                      | 807...824       | 852...869      | 45                 | FDD         |
| 28              | 700             | APT / Dividende numérique 2                              | 703...748       | 758...803      | 55                 | FDD         |
| 29              | 700             | SMH bloc D/E (utilisée seulement en Carrier Aggregation) | -               | 717...728      | -                  | FDD         |
| 30              | 2300            | WCS bloc A/B                                             | 2305...2315     | 2350...2360    | 45                 | FDD         |
| 31              | 450             | -                                                        | 452,5...457,5   | 462,5...467,5  | 10                 | FDD         |
| 32              | 1500            | L-Band (agrégée avec la bande 20)                        | -               | 1452...1496    | -                  | FDD         |
| 33              | 2100            | Pre-IMT                                                  | 1900...1920     | 1900...1920    | TDD                | TDD         |
| 34              | 2100            | IMT                                                      | 2010...2025     | 2010...2025    | TDD                | TDD         |
| 35              | 1900            | PCS (uplink)                                             | 1850...1910     | 1850...1910    | TDD                | TDD         |
| 36              | 1900            | PCS (downlink)                                           | 1930...1990     | 1930...1990    | TDD                | TDD         |
| 37              | 1900            | PCS (duplex A)                                           | 1910...1930     | 1910...1930    | TDD                | TDD         |
| 38              | 2600            | IMT-E (duplex-A)                                         | 2570...2620     | 2570...2620    | TDD                | TDD         |
| 39              | 1900            | DCS-IMT                                                  | 1880...1920     | 1880...1920    | TDD                | TDD         |
| 40              | 2300            | -                                                        | 2300...2400     | 2300...2400    | TDD                | TDD         |
| 41              | 2500            | BRS / EBS                                                | 2496...2690     | 2496...2690    | TDD                | TDD         |
| 42              | 3500            | anciennement WiMAX                                       | 3400...3600     | 3400...3600    | TDD                | TDD         |
| 43              | 3700            | -                                                        | 3600...3800     | 3600...3800    | TDD                | TDD         |
| 44              | 700             | APT TDD                                                  | 703...803       | 703...803      | TDD                | TDD         |
| 45              | 1450            | L-Band (Chine)                                           | 1447...1467     | 1447...1467    | TDD                | TDD         |
| 46              | 5 GHz           | ISM 5 GHz, cohabitation avec le Wi-Fi                    | 5150...5925     | 5150...5925    | TDD                | TDD         |
| 47              | 5900            | U-NII-4                                                  | 5855…5925       | 5855…5925      | TDD                | TDD         |
| 48              | 3,6 GHz         | CBRS                                                     | 3550...3700     | 3550...3700    | TDD                | TDD         |
| 49-64           | réservées       | réservées                                                | réservées       | réservées      | réservées          | TDD         |
| 65              | 2100            | IMT étendu                                               | 1920...2010     | 2110...2200    | 190                | FDD         |
| 66              | 1700            | AWS (en) extended (USA)                                  | 1710...1780     | 2110...2200    | 400                | FDD         |
| 67              | 700             | EU700 utilisable en mode CA                              | -               | 738...758      |                    | FDD         |
| 68              | 700             | ME700                                                    | 698...728       | 753...783      | 55                 | FDD         |
| 69              | 2600            | IMT-E utilisable en mode CA                              | -               | 2570…2620      |                    | FDD         |
| 70              | 2000            | AWS-4 USA                                                | 1695...1710     | 1995...2020    | 300                | FDD         |
| Bande           | Fréquence (MHz) | Nom de la bande                                          | Uplink (MHz)    | Downlink (MHz) | Écart duplex (MHz) | Duplex mode |

## Autres types de réseaux d'accès radio
Dans les réseaux 2G (GSM) et Edge, la fonction RAN (Radio Access Network) s’appelle GERAN (GSM Edge Radio Access Network) ; dans les réseaux 3G (UMTS), elle s'appelle UTRAN. 
Ces trois générations de réseaux peuvent coexister chez un même opérateur de réseau mobile. 
Les stations de base 2G, 3G et 4G peuvent être colocalisées, voire être intégrées dans les mêmes équipements mais elles utilisent des bandes de fréquences radio différentes et des antennes qui doivent être adaptées (MIMO en 4G/LTE). Le fait pour un opérateur d'avoir plusieurs technologies radio reliées à un « cœur du réseau » en partie commun, permet à un abonné de cet opérateur (s'il a un terminal mobile multistandards) de passer de façon quasi transparente d'un type de RAN vers un autre.

## Améliorations par rapport aux réseaux d'accès radio 2G et 3G
Un eUTRAN a une architecture simplifiée (comparé à un UTRAN 3G) par l’intégration dans les stations de base « eNode B » des fonctions de contrôle qui étaient auparavant implémentées dans les RNC (Radio Network Controller) et les BSC des réseaux RAN UMTS et GSM. Il permet des performances supérieures (débits et diminution de la latence) grâce aux liens généralement optiques vers le cœur de réseau et vers les antennes distantes (liens CPRI) et à la simplification du réseau. Le codage radio OFDMA et l'utilisation d'antennes multi-modes MIMO contribuent aussi aux débits plus élevés et à une meilleure adaptation à des conditions radio défavorables (échos, chemins multiples) notamment grâce à la décomposition du signal en des centaines de sous-porteuses indépendantes (technique proche du codage DMT utilisé sur les liens xDSL). Il offre enfin une plus grande souplesse dans le choix des largeurs de bandes fréquence (de 1,4  à   20 MHz) et la possibilité d’attribution dynamique de bande passante à chaque abonné (via le nombre de sous-porteuses et grâce à une réattribution temporelle rapide : chaque ms) ce qui en fait un support optimisé pour des usages qui nécessitent des débits variant rapidement, tels l’accès à internet, les jeux interactifs ou la cartographie (GPS).